# 水穂しゅうし
水穂 しゅうし（みずほ しゅうし、本名：石本 瑞穂）は、日本の漫画家。広島県大竹市出身。血液型はO型。
ペンネームは、「水穂」は本名から、「しゅうし」はいろいろな所に行きたいという意味の「周士」からつけた。

## 経歴・人物
- 1984年、第20回赤塚賞に「神風は吹かず」が佳作入賞[1]。
- 1986年、「フライヤー」を『月刊少年ジャンプ増刊号』（集英社）に発表しデビュー[1]。
- 1989年 - 1992年、「はいすくーる仁義」を『週刊ヤングジャンプ』（集英社）に連載。
- 1991年 - 1994年にかけて、「はいすくーる仁義」が4度にわたり大映より実写化される。
- 1992年、「はいすくーる仁義」がOVA化される。
- 1995年 - 1996年、「いつかのメイン」を『週刊ヤングジャンプ』（集英社）に連載。
- 1996年、「いつかのメイン」がOVA化される。
- 1999年、「創造者の罠」を『週刊ヤングジャンプ』（集英社）に連載。
- 1999年 - 2000年、「ブルジョワ刑事」を『週刊ヤングジャンプ』（集英社）に連載。
- 2008年、「LOOKUP!」を『週刊少年チャンピオン』（秋田書店）に連載。
- 2010年 - 2011年、「はがし屋拳士」を『プレイコミック』（秋田書店）に連載。

## 作品リスト
- はいすくーる仁義（週刊ヤングジャンプ、ヤングジャンプコミックス全14巻）
  - 同名タイトルで映画化、シリーズ化もされている。
- いつかのメイン（週刊ヤングジャンプ、ヤングジャンプコミックス全8巻）
- 創造者の罠（週刊ヤングジャンプ、ヤングジャンプコミックス全2巻）
- ブルジョワ刑事（週刊ヤングジャンプ、ヤングジャンプコミックス全7巻）
- LOOKUP!（週刊少年チャンピオン、全11話、単行本未発売）
- はがし屋拳士（プレイコミック、全15話、単行本未発売）